# Helen Keller
Helen Adams Keller (Tuscumbia, 27 de junho de 1880 – Easton, 1 de junho de 1968) foi uma escritora, conferencista e ativista social norte-americana. Foi a primeira pessoa surdocega da história a conquistar um bacharelado.

## Anne Sullivan

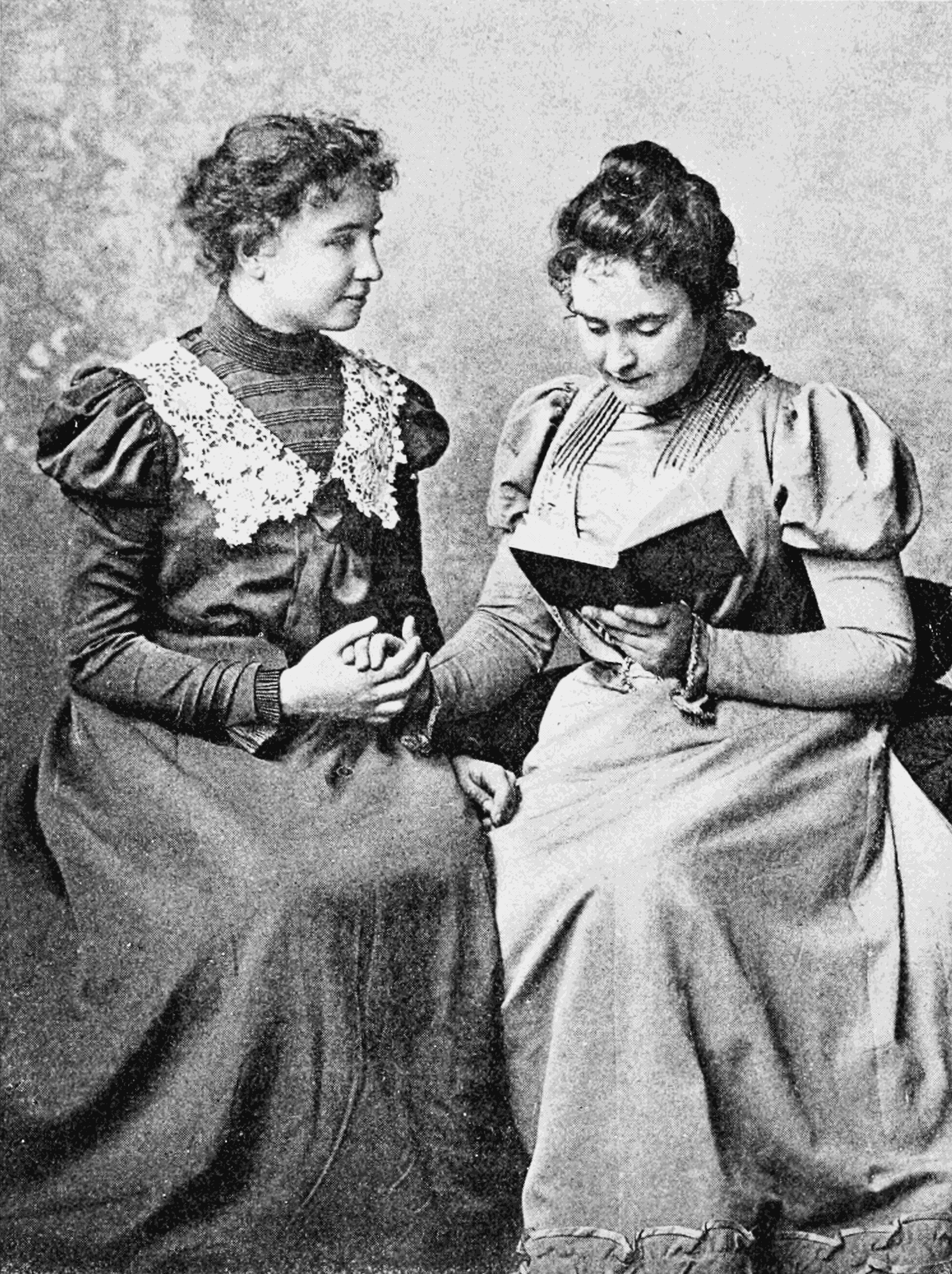
Helen Keller em 1899 com sua companheira e professora Anne Sullivan. Foto tirada por Alexander Graham Bell em sua Escola de Fisiologia Vocal e Mecânica da Fala.

A história sobre como sua professora, Anne Sullivan, conseguiu romper o isolamento imposto pela quase total falta de comunicação, permitindo à menina florescer enquanto aprendia a se comunicar, tornou-se amplamente conhecida através do roteiro da peça The Miracle Worker, que virou o filme O Milagre de Anne Sullivan (1962), dirigido por Arthur Penn (em Portugal, O Milagre de Helen Keller). Seu aniversário em 27 de junho é comemorado como o Helen Keller Day no estado da Pensilvânia, e foi autorizado em nível federal por meio da proclamação presidencial de Jimmy Carter em 1980, no centenário de seu nascimento. Tornou-se uma célebre e prolífica escritora, filósofa e conferencista, uma personagem famosa pelo extenso trabalho que desenvolveu em favor das pessoas com deficiência. Keller viajou muito e expressava de forma contundente suas convicções. Membro do Socialist Party of America e do Industrial Workers of the World, participou das campanhas pelo voto feminino, direitos trabalhistas, socialismo e outras causas progressistas. Ela foi introduzida no Alabama Women's Hall of Fame em 1971.

## Infância, doença e as primeiras palavras

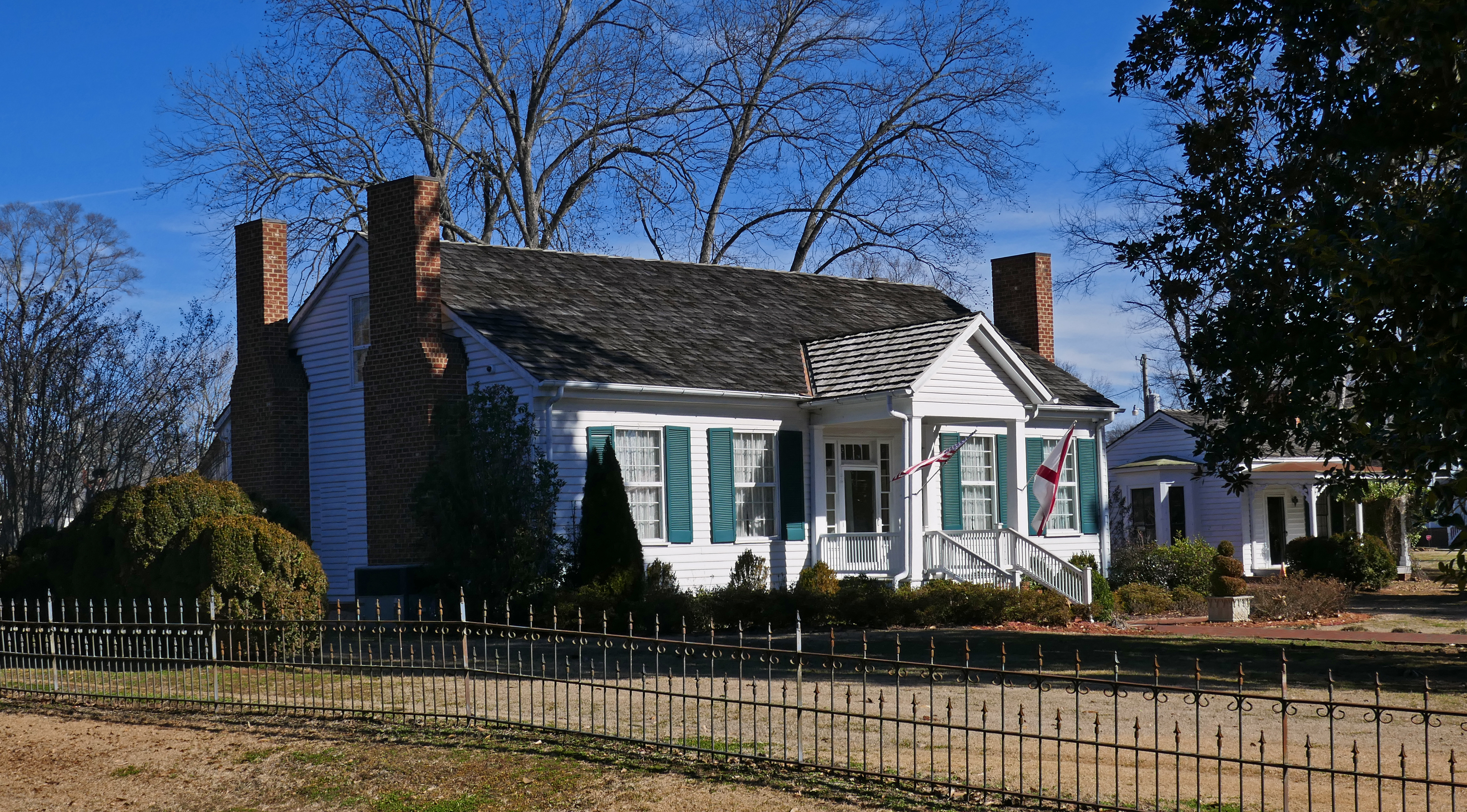
A casa onde Helen Keller nasceu em Tuscumbia, Alabama.

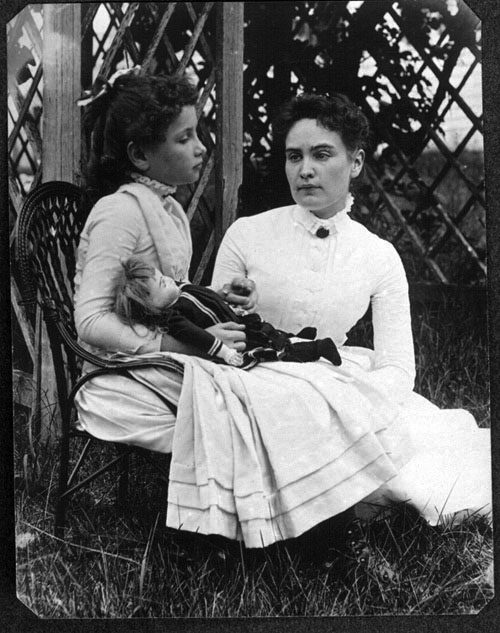
Helen e Anne Sullivan, julho de 1888.

Nascida na cidade de Tuscumbia, Alabama, em 27 de junho de 1880, Helen era filha de Kate Adams Keller e do Coronel Arthur Keller (capitão do Exército dos Estados Confederados da América). Helen ficou cega e surda aos 18 meses de idade devido a uma doença diagnosticada então como "febre cerebral" (hoje acredita-se que possivelmente tenha sido escarlatina ou meningite). Já nessa época ela conseguia comunicar-se com a filha da cozinheira da família, através de sinais. Aos 7 anos, Keller já tinha mais de 60 sinais com os quais se comunicava com sua família.
Em 1886, sua mãe, inspirada pelo relato de Charles Dickens em American Notes a respeito da educação bem-sucedida de outra mulher surda, Laura Bridgman, despachou a jovem Keller, acompanhada de seu pai, para ver o médico J. Julian Chisolm, especialista em olhos, ouvidos, nariz e garganta, em Baltimore, em busca de aconselhamento. Chisolm encaminhou os Kellers para Alexander Graham Bell, que estava trabalhando com uma criança surda à época. Bell, por sua vez, os aconselhou a contratar a Perkins Institute for the Blind, escola onde Laura Bridgman havia sido educada, localizada em South Boston. Michael Anagnos, diretor da escola, solicitou à ex-aluna, Anne Sullivan, ela própria uma pessoa com deficiência visual, para tornar-se instrutora de Helen. Este foi o início de uma relação de 49 anos durante a qual Sullivan tornou-se professora e acompanhante de Keller.
Anne Sullivan chegou à casa de Keller em 3 março de 1887, quando tinha 20 anos, e imediatamente começou a ensiná-la a se comunicar soletrando palavras em sua mão, a começar com a palavra 'boneca', utilizando ao mesmo tempo uma boneca que as crianças da Perkins School haviam feito para presentear Helen. Anne acreditava que poderia ensinar à Helen a conexão entre objetos e palavras. Helen aprendeu rapidamente as letras e na ordem correta, mas não sabia que elas formavam palavras. A princípio, Keller ficava frustrada porque ela não entendia que cada objeto possuía uma palavra única para identificá-la. Na realidade, quando Sullivan tentava ensinar para ela a palavra "caneca", Keller ficou tão frustrada que chegou a quebrar a caneca. Seu grande salto evolutivo em comunicação começou no mês seguinte (em 5 de abril de 1887), quando compreendeu que os movimentos que sua professora fazia na palma de sua mão, enquanto deixava a água escorrer sobre sua outra mão, simbolizavam a ideia de "água". Naquele mesmo dia, Helen aprendeu 30 palavras e, a partir de então, ela praticamente levou Sullivan à exaustão perguntando os nomes de outros objetos familiares de seu mundo. Helen passou a entender o alfabeto tanto o manual, quanto impresso em relevo, o que facilitou a leitura e escrita para ela.

## Formação, trabalho literário e atuação política e social

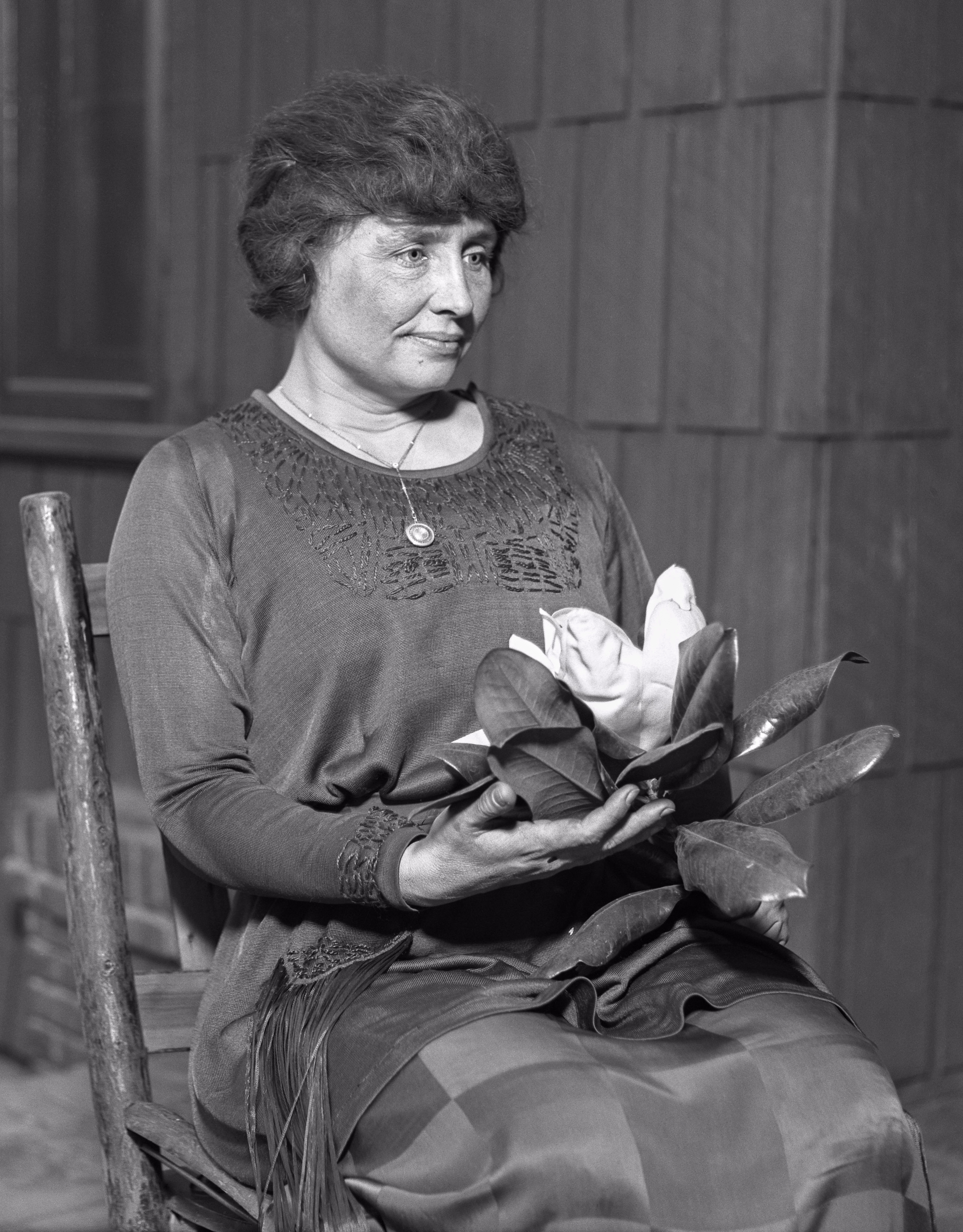
Helen Keller c. 1920.

Em 1902 estreou na literatura publicando sua autobiografia A História da Minha Vida. Depois iniciou a carreira no jornalismo, escrevendo artigos no Ladies Home Journal. A partir de então não parou de escrever.
Em 1904 graduou-se bacharel em filosofia, como membro da Phi Beta Kappa do Radcliffe College, instituição que a agraciou com o prêmio Destaque a Aluno, no aniversário de cinquenta anos de sua formatura, tornando-se a primeira pessoa surdocega da história a conquistar um bacharelado.
Keller se tornou uma palestrante e escritora mundialmente famosa. Ela é lembrada como uma defensora das pessoas com deficiência, em meio a inúmeras outras causas. A comunidade surda foi amplamente impactada por ela. Ela viajou para vinte e cinco países diferentes, dando palestras motivacionais sobre as condições dos surdos. Ela era sufragista, pacifista, socialista radical, defensora do controle de natalidade e oponente de Woodrow Wilson. Keller viajou para mais de 40 países com Sullivan, fazendo várias viagens ao Japão e se tornando a favorita do povo japonês. Keller conheceu todos os presidentes dos Estados Unidos, de Grover Cleveland a Lyndon B. Johnson, e foi amiga de muitas figuras famosas, incluindo Alexander Graham Bell, Charlie Chaplin e Mark Twain. Keller e Twain foram considerados radicais políticos aliados da política de esquerda.
Ao longo da vida foi agraciada com títulos e diplomas honorários de diversas instituições, como a universidade de Harvard e universidades da Escócia, Alemanha, Índia e África do Sul. Em 1952 foi nomeada Cavaleiro da Legião de Honra da França. Foi condecorada com a Ordem do Cruzeiro do Sul, no Brasil, com a do Tesouro Sagrado, no Japão, dentre outras. Foi membro honorário de várias sociedades científicas e organizações filantrópicas nos cinco continentes.
Socialista, era filiada ao Partido Socialista da América (SPA) e ativamente fez campanha e escreveu em apoio à classe trabalhadora de 1909 a 1921. Em muitos de seus discursos e escritos desenvolveu uma intensa luta pelo sufrágio universal, ou seja, pelo direito a voto às mulheres, negros, pobres, imigrantes, nativos americanos e outras minorias; além disso, ela discutiu sobre os impactos da guerra e apoiou causas que se opunham à intervenção militar. Ela fez terapia fonoaudiológica para ter sua voz mais bem ouvida pelo público. Quando a imprensa sob propriedade da família Rockefeller se recusou a imprimir seus artigos, ela protestou até que seu trabalho foi finalmente publicado. Em 1912 se filiou à Industrial Workers of the World (IWW ou "os Wobblies"), passando a defender um sindicalismo revolucionário-democrático. Keller também desenvolveu diversos trabalhos em apoio aos direitos trabalhistas. Ela apoiou o candidato do Partido Socialista, Eugene V. Debs, em cada uma de suas campanhas à presidência. Antes de ler Progresso e Pobreza, Helen Keller já era uma socialista que acreditava que o georgismo era um bom passo na direção certa. Mais tarde, ela escreveu sobre encontrar "na filosofia de Henry George uma rara beleza e poder de inspiração, e uma fé esplêndida na nobreza essencial da natureza humana".
Em 1924, começou a trabalhar para a American Foundation for the Blind (instituição fundada em 1921 em prol das pessoas com cegueira e baixa visão), onde ficou por mais de 40 anos. Nessa organização teve todo o apoio para lutar pelos direitos das pessoas com perda visual e devido às suas viagens pelos Estados Unidos várias conquistas foram obtidas: a criação de comissões estaduais para cegos, de centros de reabilitação e acessibilidade na educação das pessoas com perda da visão.
De 1946 a 1957, Helen empreendeu 7 viagens, visitando 35 países nos 5 continentes e encontrando vários líderes mundiais como Winston Churchill, Jawaharlal Nehru e Golda Meir. Aos 75 anos de idade, em 1955, ela iniciou sua mais longa viagem: percorrendo 64 374 km (40 mil milhas), por 5 meses, através da Ásia.

### Luta pela defesa dos Direitos Humanos
Em 1915, ela e George A. Kessler fundaram a instituição Helen Keller International (HKI). Organização dedicada à pesquisa em visão, saúde, nutrição e ao combate à fome. Em 1916, ela enviou doações para a NAACP, envergonhada do tratamento desigual, que ela considerou não-cristão, do sul norte-americano para as "pessoas de cor". Em 1920, ela ajudou a fundar a União Americana pelas Liberdades Civis (ACLU), que se tornou uma referência para a defesa da liberdade de expressão e da democracia nos Estados Unidos.

### Censura Nazista
Durante a Queima de livros na Alemanha Nazista de 1933, Helen Keller teve seus livros queimados por universitários do regime.
Keller, ao tormar conhecimento do ocorrido em Berlim, redigiu uma carta aberta aos estudantes envolvidos naquele grande crematório da cultura e do pensamento crítico. Expressando sua incredulidade sobre aquele fato ocorrer justamente numa terra marcada pela popularização dos livros e da universalidade das ideias, ela escreveu:
"Se vocês acham que podem matar as ideias, a história não lhes ensinou nada. (…) Os tiranos muitas vezes tentaram fazer isso antes, e as ideias se ergueram com toda a força e os destruíram. (…) Vocês podem queimar meus livros e os livros das maiores mentes da Europa, mas as ideias neles contidas já se infiltraram através de milhões de canais e continuarão a estimular outras mentes".

### Indicações ao Nobel da Paz
Após uma viagem ao Oriente Médio no qual se encontrou com líderes locais para defender os direitos de pessoas com deficiências, Keller garantiu uma promessa do ministro da Educação do Egito para a criação de escolas secundárias voltadas para cegos. Em Israel, uma escola foi batizada em sua homenagem. Por sua atuação internacional no apoio as pessoas com deficiências e seu empenho em prol dos direitos humanos, foi nomeada ao Nobel da Paz por duas vezes, em 1953 e 1958.

## Vida posterior

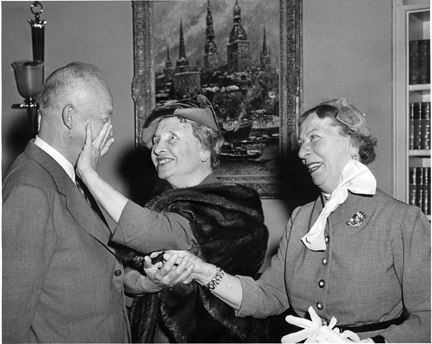
O presidente americano Dwight D. Eisenhower e Helen Keller, 1953.

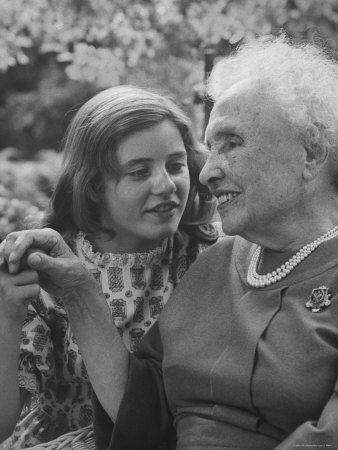
Helen Keller com a atriz Patty Duke, que interpretou Keller na peça e no filme The Miracle Worker (1962). Em um remake de 1979, Patty Duke interpretou Anne Sullivan. Foto de 1961.

Depois de ser nomeada embaixadora em Relações Internacionais pela Fundação Americana para Cegos no exterior, ela começou uma turnê pelo mundo. Entre 1946 e 1957, Keller visitou 35 países na América do Sul, Europa e África, com estadias financiadas pela Fundação Americana para Cegos. Em 1948, três anos após os atentados atômicos de Hiroshima e Nagasaki, ela visitou Hiroshima e Nagasaki como parte de seu programa de oposição à guerra e ficou encantada com as calorosas boas-vindas que recebeu de dois milhões de pessoas nessas regiões. Com o término da Segunda Guerra Mundial, visitou soldados que haviam perdido a visão ou a audição durante a luta, a fim de oferecer-lhes apoio e incentivo. Em 1954, ela participou da filmagem do documentário 'Helen Keller in Her Story', dirigido por Nancy Hamilton e narrado por Katharine Cornell, que ganhou o Oscar de melhor documentário de longa metragem no ano de 1956.

## Últimos anos e morte

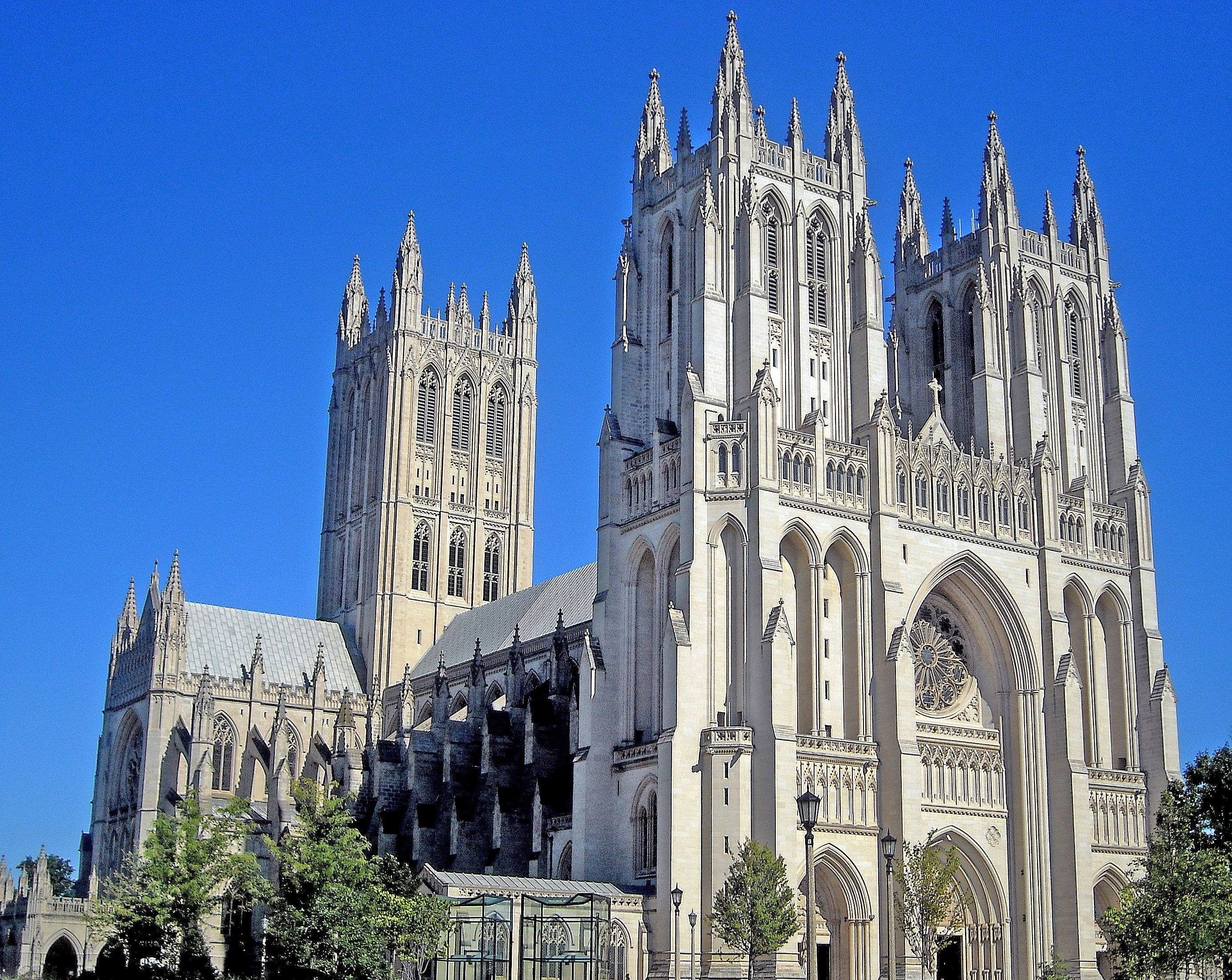
Catedral Nacional de Washington: local do descanso final de Helen Keller.

Juntamente com Polly Thomson, ela viajou por todo o mundo e levantou fundos para surdos e cegos. Em 1957, Thomson sofreu um derrame do qual nunca se recuperou e morrera em 1960. Após sua morte, Winnie Corbally acompanhou Helen pelo resto da vida. Em 1961, Keller sofreu uma série de derrames que a forçaram a usar uma cadeira de rodas e reduzir suas atividades sociais e aparições públicas. Por isso, em 1964, ela não pôde comparecer à cerimônia em que recebeu a Medalha Presidencial da Liberdade, um dos mais prestigiados prêmios civis dos Estados Unidos, pelo presidente Lyndon Johnson. Em 1965, ela foi incluída no National Women's Hall of Fame durante a Feira Mundial de Nova Iorque.
Keller morreu aos 87 anos, enquanto dormia, às 3h35 de 1º de junho de 1968, em sua residência em Easton, Connecticut, dias após sofrer um ataque cardíaco. Após a realização do funeral, seu corpo foi cremado e suas cinzas foram depositadas na Catedral Nacional de Washington próxima as de Sullivan e Thomson. Pouco antes de morrer, Keller exclamou: "Nestes anos sombrios e silenciosos, Deus tem usado minha vida para um propósito que eu não conheço, mas um dia eu o entenderei e depois ficarei satisfeita".
| “ | Aquilo que eu procuro não está lá fora, mas sim dentro de mim. | ” |

- Helen Keller

## Legado

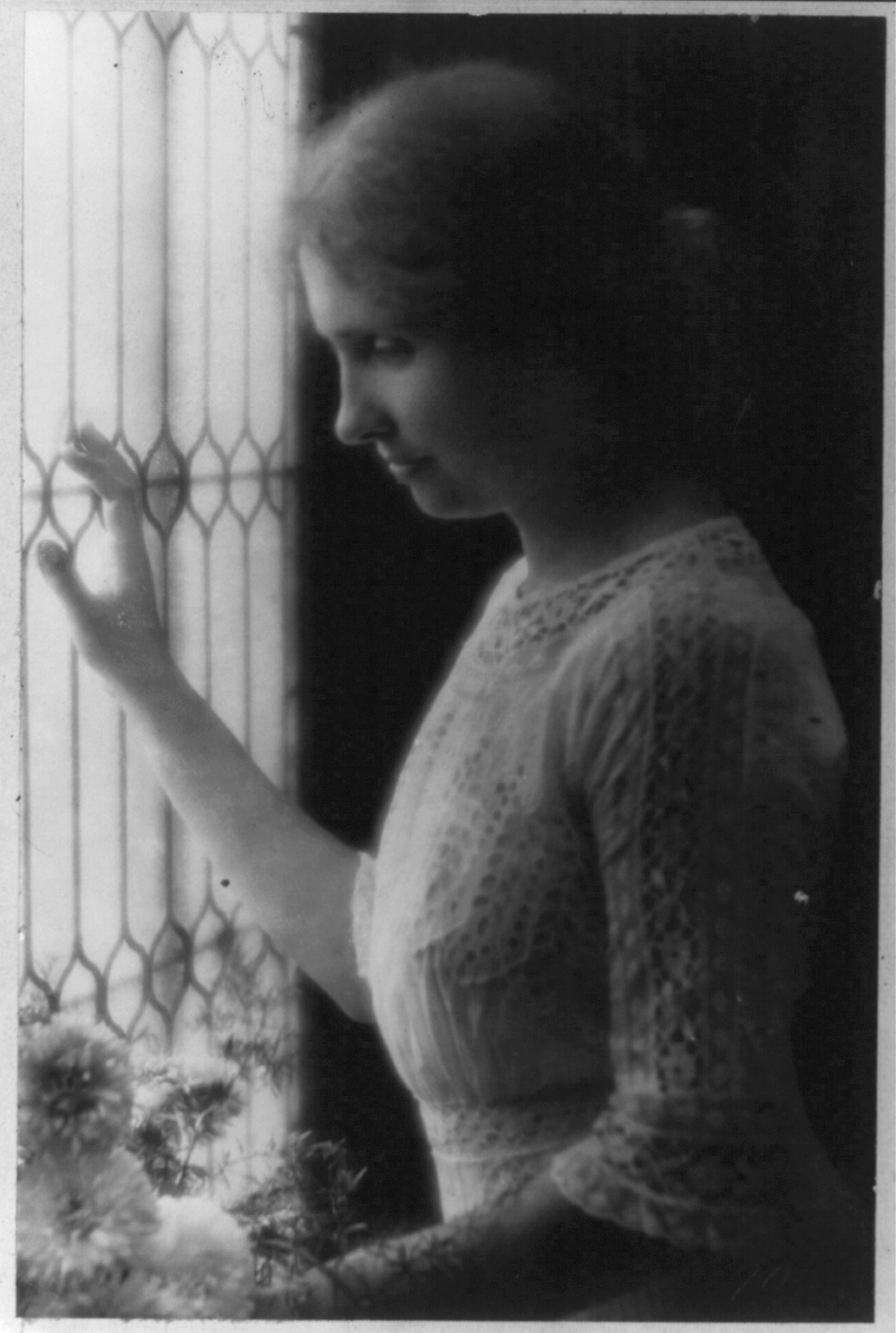
Helen Keller, c. novembro de 1912.

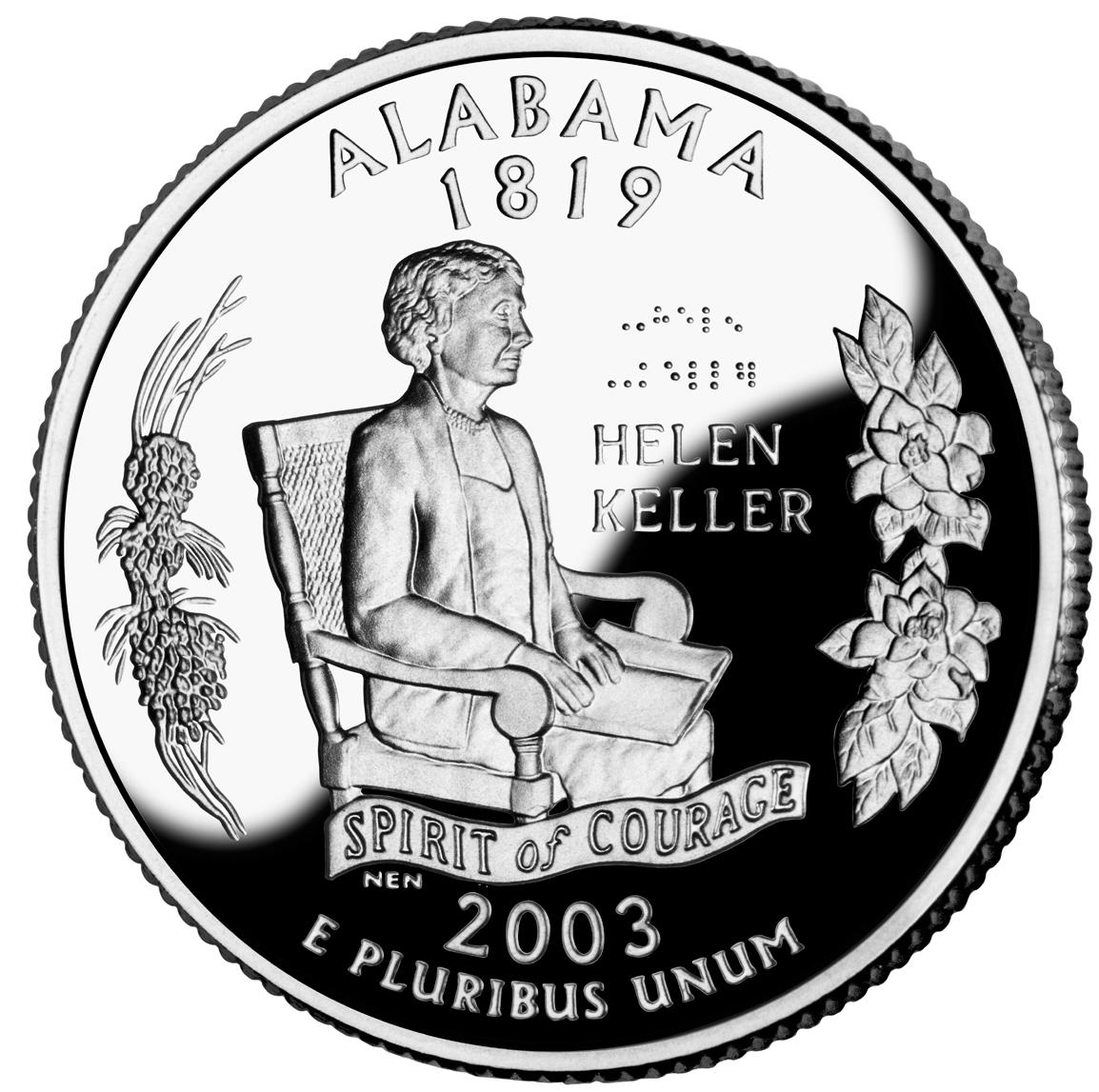
Homenagem em moeda de um quarto de dólar do estado do Alabama à Helen Keller.

Helen Keller tornou-se um exemplo de superação e coragem, bem como um símbolo da luta pelos direitos das pessoas com deficiência. Um jornalista do The Journal of Southern History publicou que "... Keller é vista como um ícone nacional que simboliza o triunfo das pessoas com deficiência".
Os editores do livro General Psychology ressaltaram a importância do caso Keller: "Ela é a única do gênero incentivada por uma professora de talento excepcional, uma grande observadora que descreveu o desenvolvimento gradual de sua aluna muito talentosa, uma garota genial, ao qual a natureza havia colocado um teste cruel, fechando totalmente as duas áreas principais do sistema sensorial". Ao mesmo tempo, o General Psychology relatou que Sullivan não recebeu inicialmente apoio da comunidade científica, pois parecia improvável que sua aluna se adaptasse ao ensino tão rapidamente.
O aprendizado de Keller significou um avanço importante na educação especial, embora existam outros casos semelhantes não conhecidos como os de Laura Bridgman. No entanto, o ensino de Keller foi o primeiro a ser registrado com confiabilidade em vários trabalhos escritos e originou muitos novos métodos na área da educação especial.
O palestrante motivacional e pregador cristão Nick Vujicic, que nasceu sem braços e pernas, confessou em sua autobiografia que Helen Keller exerceu uma grande influência em sua vida.

## Obra
Keller escreveu um total de 12 livros publicados e vários artigos.
Uma de suas primeiras obras, aos 11 anos, foi The Frost King (1891). Houve alegações de que esta história foi plagiada de The Frost Fairies, de Margaret Canby. Uma investigação sobre o assunto revelou que Keller pode ter experimentado um caso de criptomnésia, em que a história de Canby teria sido lida para ela, mas ela se esqueceu, enquanto a memória permaneceu em seu subconsciente.
Aos 22 anos, Keller publicou sua autobiografia, The Story of My Life (1903), com a ajuda de Sullivan e do marido de Sullivan, John Macy. Ele conta a história de sua vida até os 21 anos e foi escrito durante seu tempo de faculdade.
Keller escreveu The World I Live In em 1908, dando aos leitores uma ideia de como ela se sentia em relação ao mundo. Out of the Dark, uma série de ensaios sobre socialismo, foi publicada em 1913.
Quando Keller era jovem, Anne Sullivan a apresentou a Phillips Brooks, que apresentou-a ao cristianismo, com a famosa frase de Keller: "Eu sempre soube que Ele estava lá, mas não sabia Seu nome!".

Sua autobiografia espiritual, My Religion, foi publicada em 1927 e, em seguida, em 1994, extensivamente revisada e reeditada sob o título Light in My Darkness. Ela defende os ensinamentos de Emanuel Swedenborg, o teólogo cristão e místico que deu uma interpretação espiritual dos ensinamentos da Bíblia. Keller descreveu o núcleo de sua crença nestas palavras:
Mas no ensino de Swedenborg, [a Providência Divina] é mostrada ser o governo do Amor e da Sabedoria de Deus e a criação de usos. Visto que Sua Vida não pode ser menos em um ser do que em outro, ou Seu Amor ter se manifestado menos plenamente em uma coisa do que em outra, Sua Providência deve ser universal... Ele providenciou algum tipo de religião em todos os lugares, e não importa a que raça ou credo alguém pertença, se ele for fiel a seus ideais de vida correta.

### Citações
| “ | Nunca se deve engatinhar quando o impulso é voar | ” |

| “ | As melhores e mais belas coisas do mundo podem não ser vistas nem tocadas, mas o coração as sente | ” |

| “ | Hear no evil, see no evil. (Não ouça nenhum mal, não veja mal.) | ” |

| “ | Andar com um amigo na escuridão é melhor do que andar sozinho na luz | ” |

| “ | O resultado mais sublime da educação é a tolerância | ” |

### Publicações
- Optimismo — um ensaio
- A Canção do Muro de Pedra
- O Mundo em que Vivo
- Lutando Contra as Trevas
- A Minha Vida de Mulher
- Paz no Crepúsculo
- Dedicação de Uma Vida
- A Porta Aberta
- A História da minha vida

### Publicações (em inglês)
- "The Frost King" (1891)
- The Story of My Life (1903)
- Optimism: an essay (1903) T. Y. Crowell & company
- My Key of Life: Optimism (1904), Isbister
- The World I Live In (1908)
- The miracle of life (1909) Hodder e Stoughton
- The song of the stone wall (1910) The Century co.
- Out of the Dark, uma série de ensaios sobre o socialismo (1913)
- Uncle Sam Is Calling (musicado por Pauline B. Story) (1917)[28]
- My Religion (1927; também chamada de Light in My Darkness)
- Midstream: my later life (1929) Doubleday, Doran & company
- We bereaved.(1929) L. Fulenwider, Inc
- Peace at eventide (1932) Methuen & co. ltd
- Helen Keller in Scotland: a personal record written by herself (1933) Methuen, 212pp
- Helen Keller's journal (1938) M. Joseph, 296pp
- Let us have faith (1940), Doubleday, & Doran & co., inc.
- Teacher: Anne Sullivan Macy: a tribute by the foster-child of her mind. (1955), Doubleday (editora)
- The open door (1957), Doubleday, 140pp
- The faith of Helen Keller (1967)
- Helen Keller: her socialist years, writings and speeches (1967)